# Booba
Den franske rapper Booba, hvis rigtige navn er Élie Yaffa, er født den 9. December 1976 i Sèvres .
Han er grundlæggeren af 92i, et kollektiv, der oprindeligt samler rappere fra Hauts-de-Seine, såsom Mala, Nessbeal og Bram's. Han er også medlem af den franske rapgruppe Lunatic, med sin tidligere kollega Ali, de blev kendte navne i fransk rap i midten af 1990'erne. Som værende en meget aktiv forretningsmand, lancerede han sit streetwear -tøjmærke Ünkut i 2004, derefter, gennem årene, en parfume, whiskymærket D. U. VS samt en hjemmeside, en tv-kanal og en internetradio, alle tre omkring OKLM -mærket. I November 2018 afsluttede Booba sit samarbejde med forskellige investorer i Ünkut, og satte en stopper for brandets eksistens. Han vendte tilbage til tekstilindustrien i September 2019 for lanceringen af hans nye mærke, Disconnected .
Med albummet Mauvais Œil trådte Booba og Ali ind i fransk raps historie ved at opnå den første guldplade for et uafhængigt album.
Booba har udgivet i alt ti album, som er blevet indspillet i studie, solgt mere end 3 millioner plader, opnået adskillige certificeringsplader og er placeret på en fjerdeplads blandt de rappere, der har solgt flest album i fransk raps historie. Hans første album, Temps mort, udkom i 2002. Den efterfølges af Panthéon, Ouest Side og 0.9, alle certificerede og betragtede som klassikere inden for fransk rap. Hans femte album, Lunatic, udgivet i 2010, bruger navnet på hans tidligere gruppe. I 2012 udgav Booba sit sjette opus med titlen Futur. I 2015 udgav Booba to albums: D. U. VS og Nero Nemesis. I 2017 udgav han sin 9 album, Throne. I 2021 annonceres ULTRA som hans sidste album.